# Santuario de Plateros
El santuario de Plateros es un santuario católico de México donde se venera la pequeña imagen del Santo Niño de Atocha. Plateros se encuentra a 5 km de Fresnillo, Zacatecas, sólo separado por la autopista México-Ciudad Juárez.
Por las costumbres y creencias populares, acuden miles de peregrinos al poblado de Plateros, para agradecer o pedir un favor, y es tanta la concurrencia que este santuario es uno de los más visitados de la República Mexicana, llegando hasta los 2 millones de visitantes anualmente, principalmente en su fiesta del 25 de diciembre, siendo el tercero después de la Basílica de Guadalupe y de la catedral de San Juan de los Lagos respectivamente. Tiene una importante colección de retablos que se conservan a un costado del templo, que son una prueba latente de la fe popular.
El Santuario de Plateros fue uno de los más de 60 sitios individuales inscritos en 2010 como Patrimonio Cultural de la Humanidad por la UNESCO, parte del Camino Real de Tierra Adentro (n.º ref. 1351-038).

## Historia
El templo del Señor de los Plateros se concluyó hace más de doscientos años, cuya arquitectura es una muestra tardía del barroco popular (las claves de algunos huecos muestran como fechas de cierre el año 1790). Algunos retablos colaterales fueron sustituidos por los nuevos retablos neoclásicos, cincelados por José Rosas Montaño. La fachada principal del templo indica en honor de quien fue levantado la construcción del templo, es decir, al Cristo del Centro del Altar o Señor de los Plateros. La escultura del Señor de los Plateros, labrada en madera pesada con tosquedad, parece que fue hecha por el siglo XVI, y la chapa de plata que cubre la cruz es del siglo XVII.
En 1882, el 2.º obispo de la Diócesis de Zacatecas, José M.ª del Refugio Guerra y Alba, ordenó que se construyera el Salón de Retablos, que se concluyó en 1883, debido a los incontables milagros por intercesión del Santo Cristo. Para el año de 1829, empiezan a aparecer los primeros testimonios devocionales al Santo Niño de Atocha. Al poco tiempo, la fiesta del 1.º de julio empezó a decaer y toma mayor solemnidad la fiesta del 25 de diciembre.
Es tan grande la devoción al pequeño Santo Niño de Atocha, cerca de Madrid, España, que ha rebasado fronteras de España. Gracias a la gran difusión de los padres josefinos, encargados del Santuario durante el período de 1903 a 1919, el Niño de Atocha es conocido hoy en distintas regiones del país e incluso traspasado fronteras intercontinentales.

## Galería

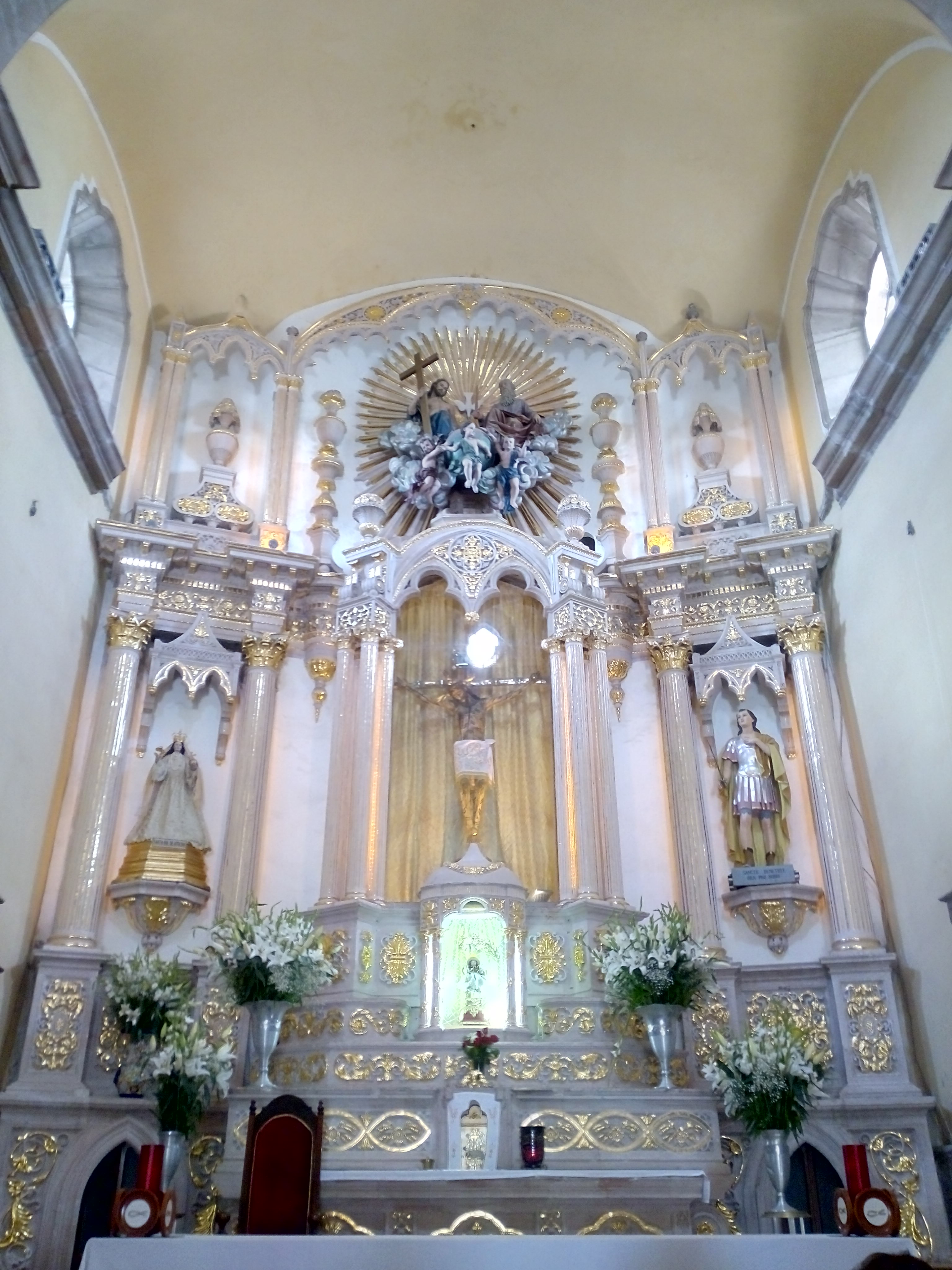
Altar mayor
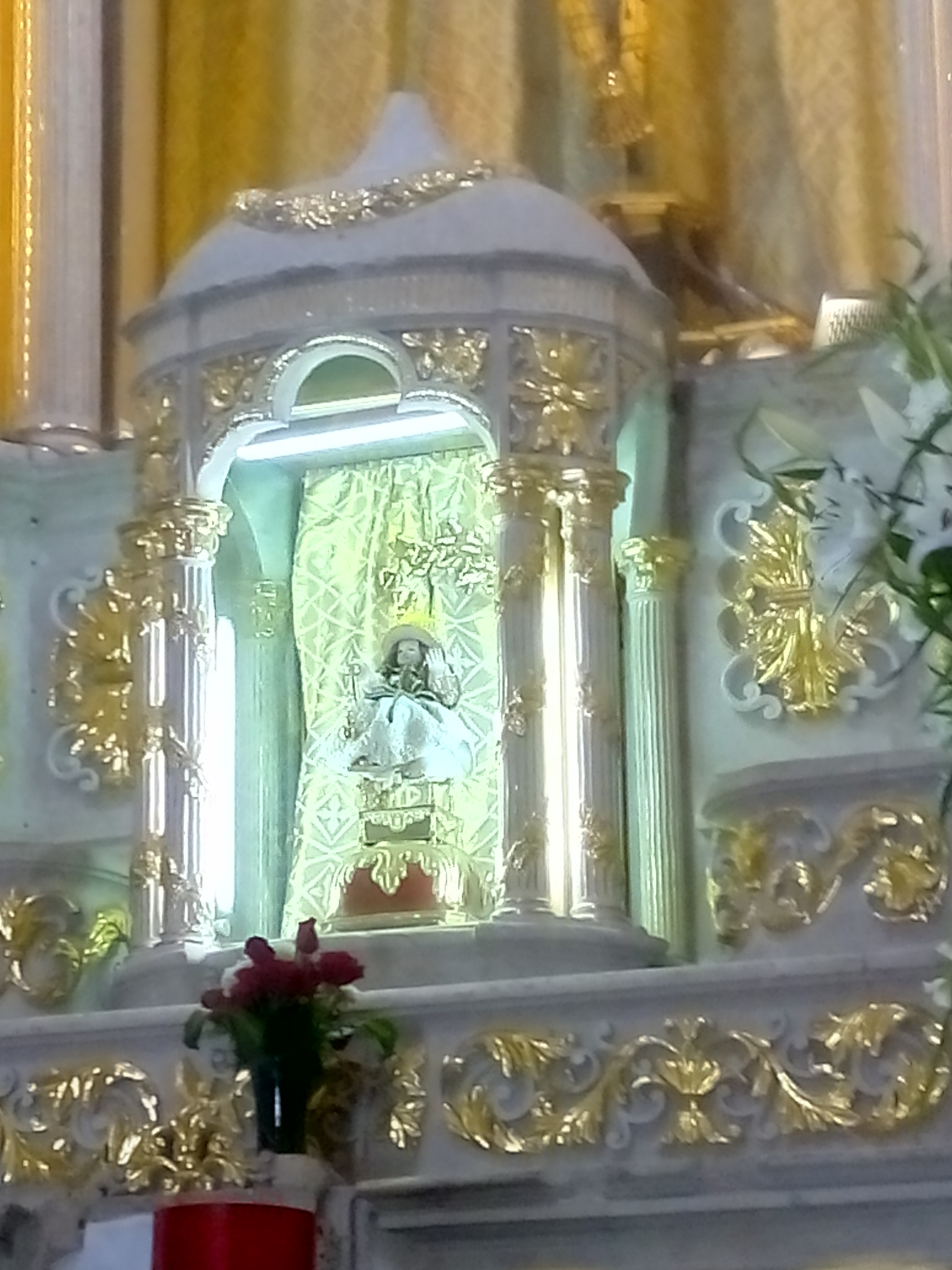
Vista de la imagen del Niño de Atocha.
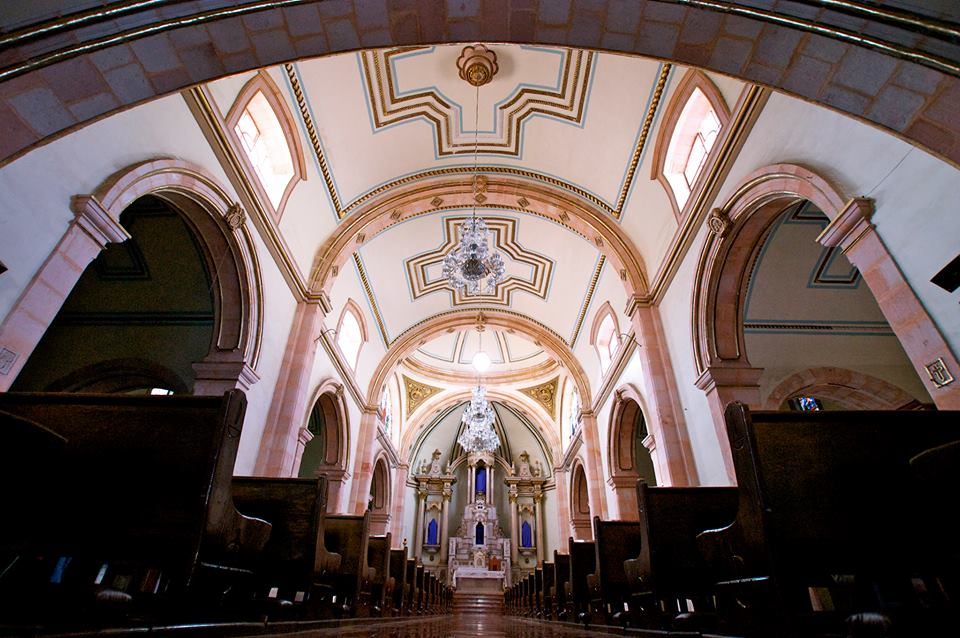
Nave central.
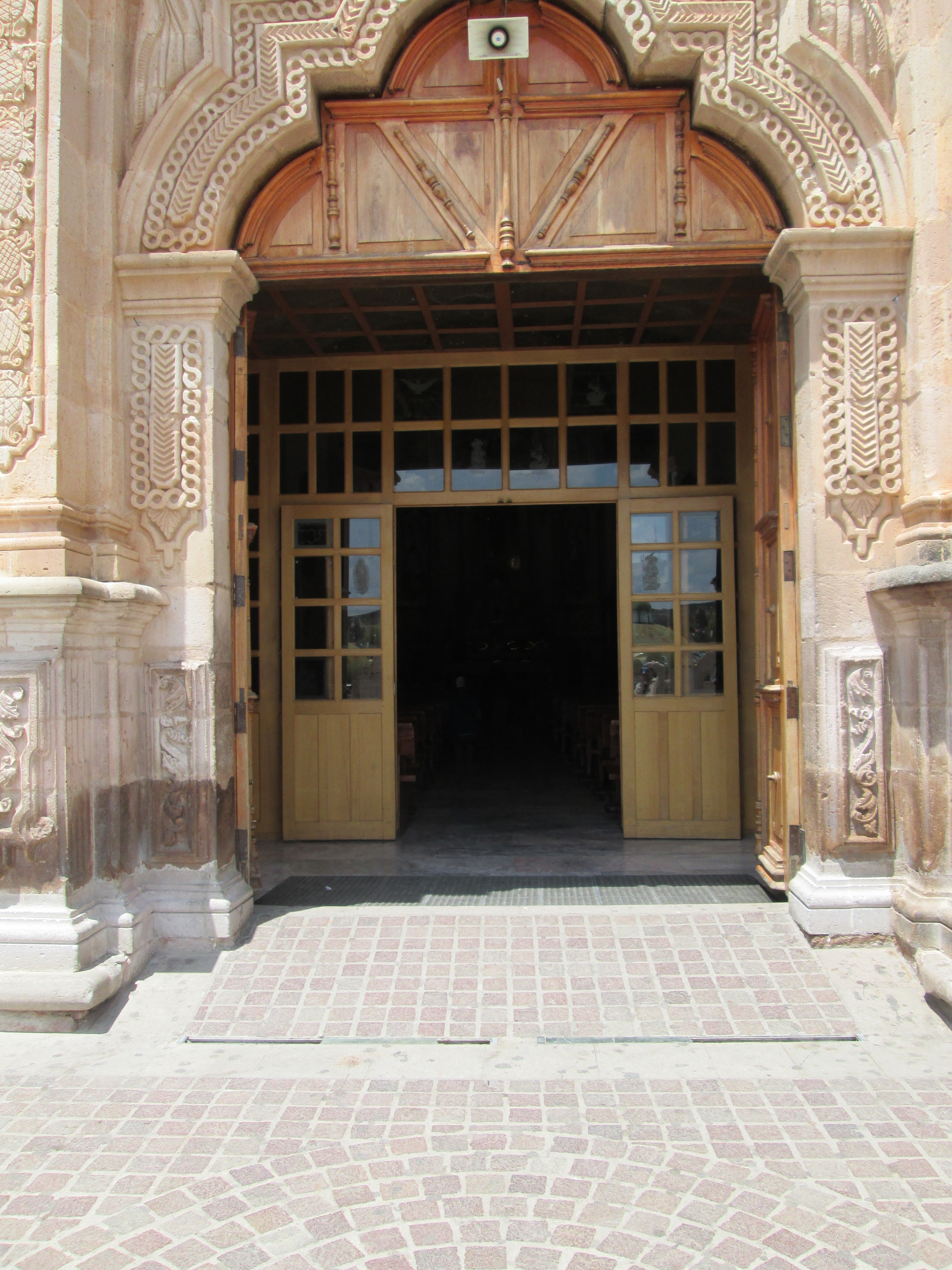
Ingreso.
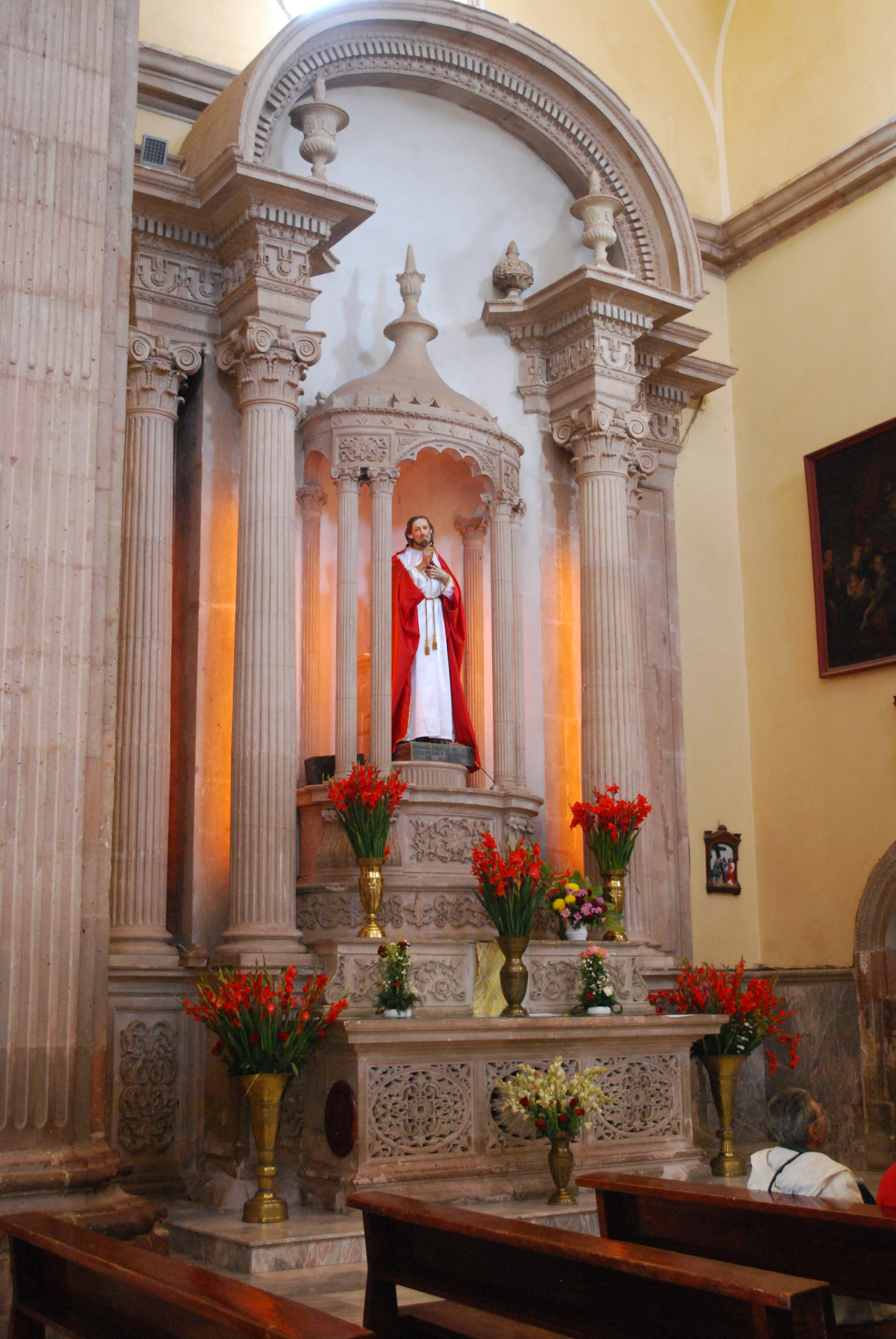
Altar lateral dedicado al Sagrado Corazón de Jesús.
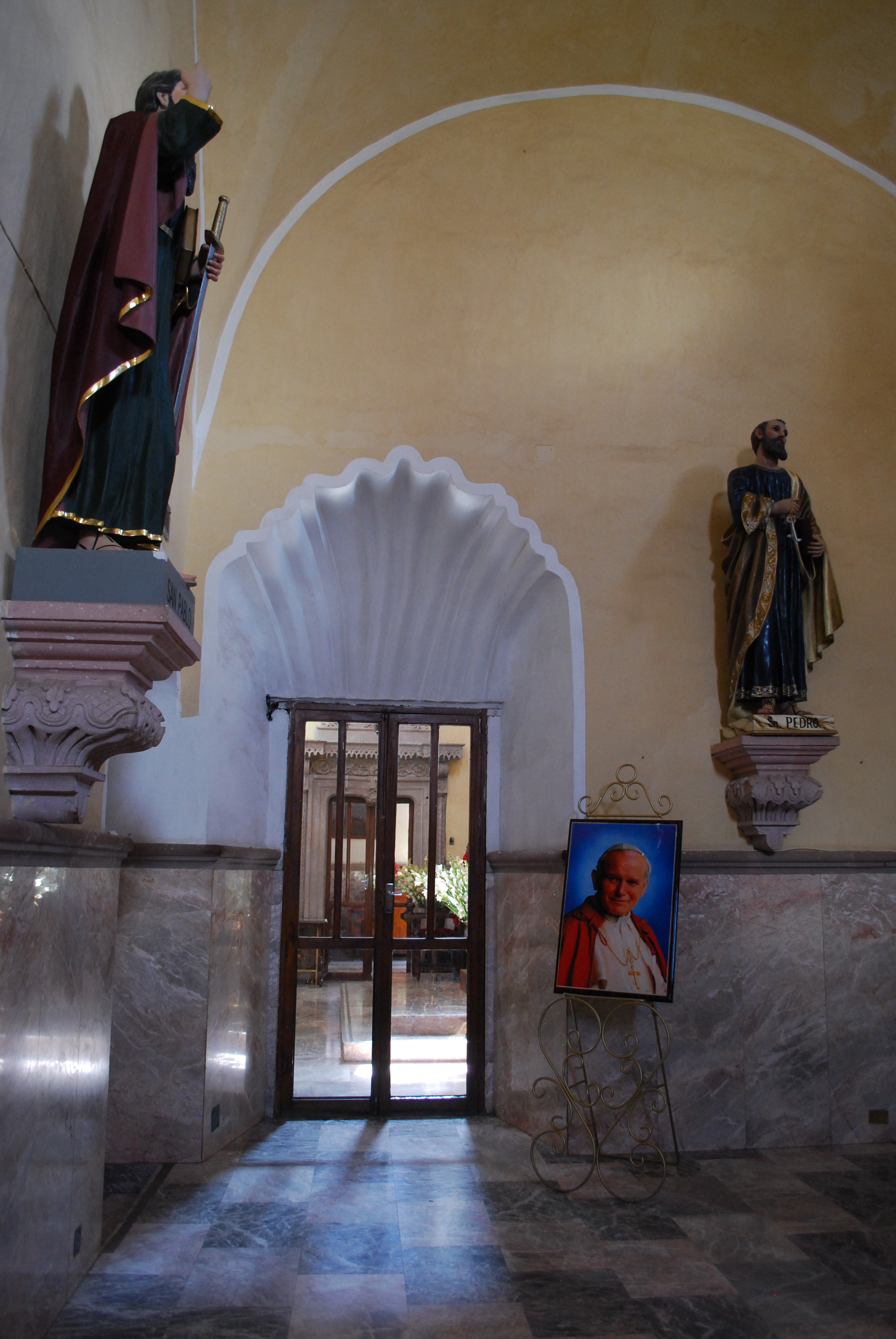
Imágenes de los santos Pedro, Pablo y Juan Pablo II.
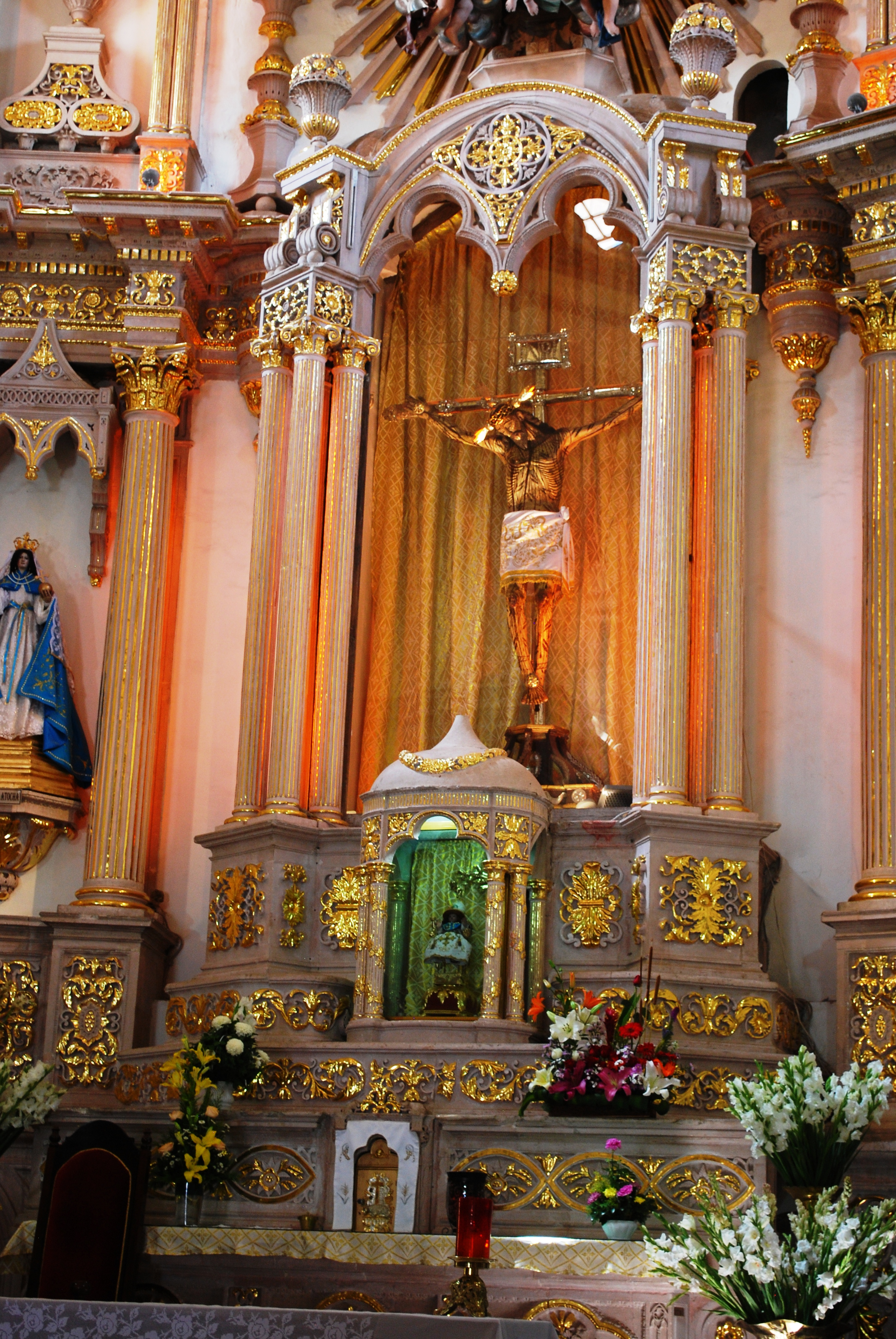
Imagen del Señor de los Plateros.